# Euryalina
Euryalina è un sottordine di echinodermi. Secondo alcune fonti viene trattato come ordine col nome di Euryalida.

## Famiglie
- Asteronychidae
- Astrophytidae (syn. Gorgonocephalidae)
- Euryalidae
- Gorgonocephalidae